# Кэсы

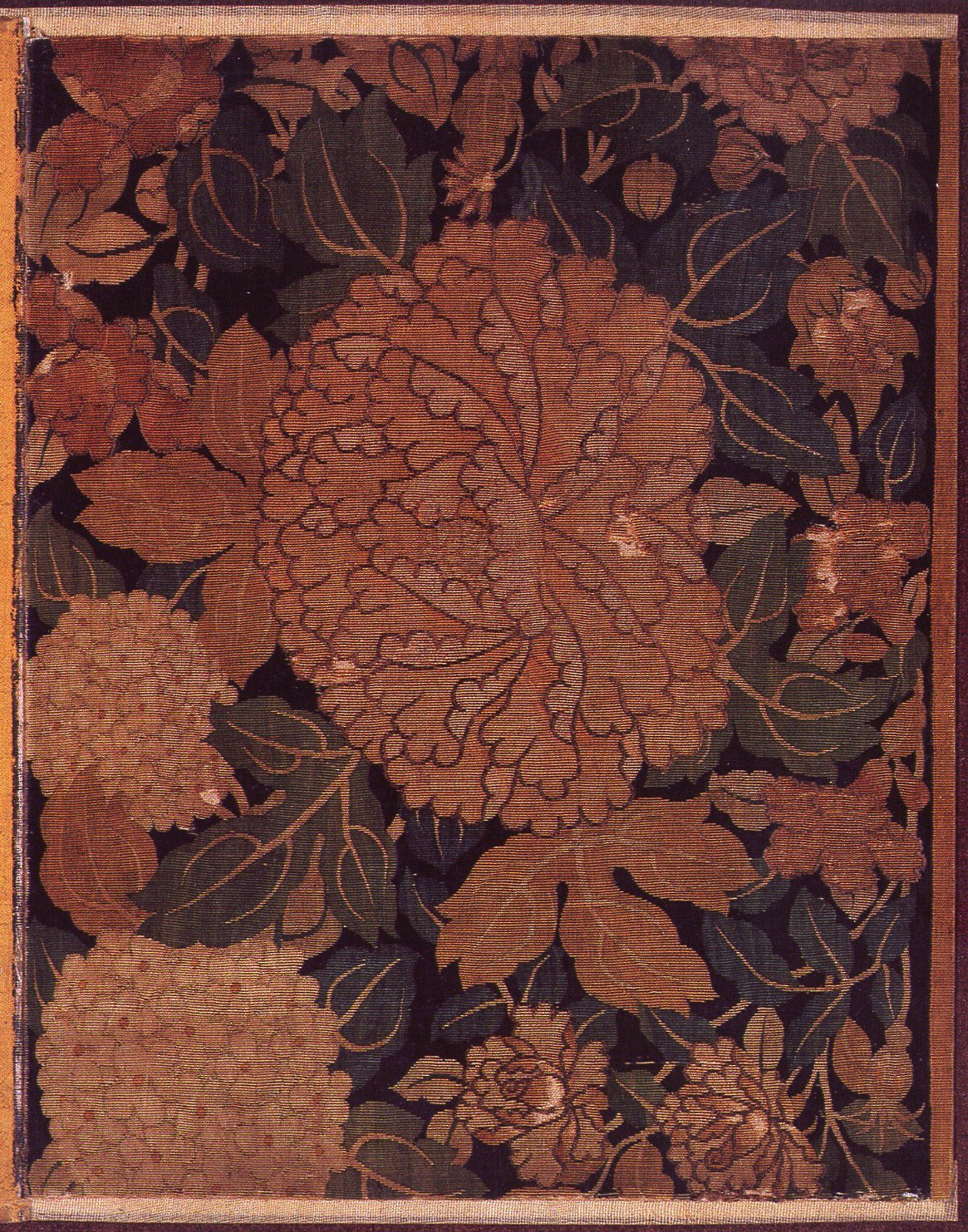
Обёртка шёлкового гобелена династии Сун из Свитка наставлений Гу Кайчжи с изображением пиона среди гортензий

Кэсы (кит. трад. 緙絲, упр. 缂丝; или кит. трад. 刻絲, упр. 刻丝, буквально: «резаный шёлк») — китайское рукодельное искусство изготовления многоцветных тканых картин, выполнявшихся на маленьких ручных станках из шёлка-сырца в основе и разноцветных шёлковых нитей в утке. Шёлковая пряжа вручную прокладывалась миниатюрными бамбуковыми челноками и плотно пригонялась деревянной щёткой. Уток, в соответствии с рисунком, создавал на границах цветовых участков небольшие просветы, что дало название ткани. Изготовление одной картины требовало многих месяцев работы. За весь свой век мастер мог создать не больше двух десятков больших произведений.
Техника кэсы главным образом распространена в районе Сучжоу, где ещё в эпоху династии Хань использовалась для ткания шерстяных изделий. На шёлк мастера перешли начиная с эпохи династии Тан. В эпоху династий Сун и Юань техника кэсы применялась для изготовления одежды и портретов правящих особ, каллиграфических работ и произведений живописи. Вершины техника кэсы достигла в эпоху династии Южная Сун, характеризуясь изображениями природы и людей. В эпоху династии Мин и династии Цин мастера были на высоте, но применять их произведения могли только близкие императору особы. В 2006 году техника кэсы Сучжоу была внесена в список нематериального культурного наследия Китая.